# 唐朝宣
唐朝宣，清朝人，清朝政治人物。
唐朝宣曾于1679年接替任辰旦任上海县知县一职，1679年由任辰旦接任。